# Vernanimalcula
Vernanimalcula guizhouena
Genre
Espèce
Vernanimalcula est un genre éteint de vers, considéré comme le plus ancien représentant du sous-règne des animaux à symétrie bilatérale. Il a vécu au cours de l’Édiacarien, il y a entre 635 et 540 Ma (millions d'années) environ.
Une seule espèce est rattachée au genre : Vernanimalcula guizhouena.

## Distribution
Il a été découvert dans la Formation de Doushantuo au Guizhou en Chine.

## Description
Il ressemblait à un ver de 180 µm de long et se nourrissait de microbes vivant sur le plancher océanique.

## Discussion
La description réalisée par les inventeurs de ce taxon en 2004, et leur conclusion sur sa symétrie bilatérale, ont été mises en doute dans deux publications de S. Bengtson et G. Budd en 2004 et 2012, qui pensent que la morphologie de Vernanimalcula serait due à des cristallisations de phosphates au sein de microfossiles arrondis de type acritarches (palynomorphes) : Vernanimalcula ne serait donc pas un métazoaire,.
En 2013 cependant, une nouvelle étude basée sur des fossiles ressemblant à des Vernanimalcula a conduit Victoria Petryshyn et son équipe à indiquer qu'ils sont « probablement de nature organique ».